# Greeniella dentata
Greeniella dentata är en insektsart som först beskrevs av Karl Hermann Leonhard Lindinger 1911.  Greeniella dentata ingår i släktet Greeniella och familjen pansarsköldlöss. Inga underarter finns listade i Catalogue of Life.